# Web Services Resource Framework
A Web Services Resource Framework (WSRF) a OASIS által kiadott webszolgáltatás szabvány. Fő közreműködői a Globus Alliance és az IBM.
A webszolgáltatás önhordó, azaz nem tárol adatot két hívás között. Ez nagyban meghatározza, hogy mire lehet használni, például adatbázisból való olvasására.
A WSRF lehetőséget nyújt arra, hogy a web szolgáltatás kliensek adatokat tárolhassanak, kérhessenek vissza a WS-Resource segítségével. Amikor a kliensek kommunikálnak a webszolgáltatással szükség van az erőforrás azonosítására, melyet megtehetünk egyszerű URI címmel, de komplex XML dokumentummal is.

## Részei
- WS-Resource segítségével a kliens erőforrásokkal tud kommunikálni a web szolgáltatással
- WS-ResourceProperties egy interfészt biztosít a WS-Resoure és a web szolgáltatás között az adatok olvasására, módosítására. A WS-Resource egyes komponenseit írja le a WS-Resource Properties Document segítségével, ami egy XML alapú dokumentum.
- WS-ResourceLifetime egy interfészt biztosít, mellyel lekérdezhető a WS-Resource életciklusa. Ide tartozik a WS-Resource létrehozása, azonosítása, megszüntetése.
- WS-BaseFaults ha hiba történik a kommunikáció közben, akkor segítségével megoldhatjuk a hibakezelést
- WS-ServiceGroup interfészt biztosít WS-Resource-ok egy csoportjának a kezelésére

## Implementációi
- Globus Toolkit 4. verziója tartalmaz Java, illetve C WSRF megvalósítást.
- WebSphere Application Server 6.1-es verziója biztosít WSRF környezetet.
- Apache Foundation Muse 2.0 egy Java alapú WSRF projekt.
- WSRF::Lite perl alapú megvalósítás.
- WSRF.NET egy :NET alapú implementáció.
- UNICORE 6.0-ás verziójától szintén támogatja a WSRF-et.